# Bénéjacq
Bénéjacq is een gemeente in het Franse departement Pyrénées-Atlantiques (regio Nouvelle-Aquitaine). De plaats maakt deel uit van het arrondissement Pau. Bénéjacq telde op 1 januari 2022 1.987 inwoners.

## Geografie
De oppervlakte van Bénéjacq bedroeg op 1 januari 2022 17,04 vierkante kilometer; de bevolkingsdichtheid was toen 116,6 inwoners per km².

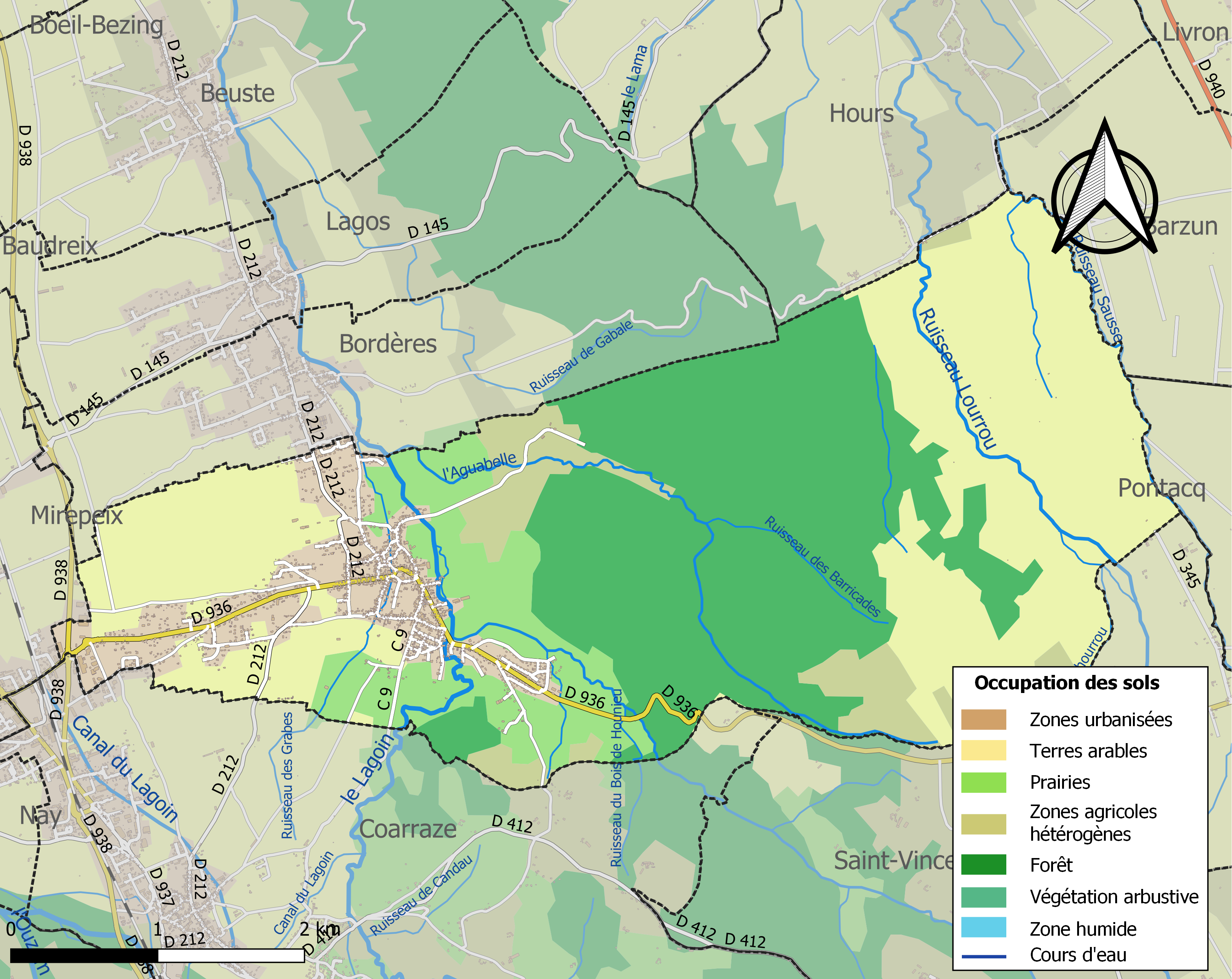
Kaart van de gemeente met belangrijkste infrastructuur, bodemgebruik en omliggende gemeenten

## Demografie
Onderstaande figuur toont het verloop van het inwonertal (bron: INSEE-tellingen).